# Kayodé
Kayodé (ook: Cayodé) is een dorp in Frans-Guyana in de gemeente Maripasoula. Het ligt aan de rivier Tampok, en wordt bewoond door inheemsen van de Wayana en Teko. In 2020 had het dorp 350 inwoners.

## Overzicht
In 1988 is een school gebouwd in Kayodé, die in 1997 is uitgebreid, maar het vinden van leraren was moeilijk. In 2009 was de school dicht, omdat er geen leraar was. Tot 2009 was er ook een tolk voor de kinderen, maar het tijdelijke contract werd niet verlengd.
Er is geen kliniek in Kayodé aanwezig, maar er komt regelmatig een dokter langs. De dichtstbijzijnde kliniek is in Talhuwen op een uur varen van het dorp. Het dorp heeft electriciteit via zonnepanelen. Er is een satelliettelefooncel. Het dorp is alleen toegankelijk met toestemming van de prefectuur.
De Tampok wordt door de inwoners gebruikt om te wassen en vissen, maar is ernstig vervuild met kwik als gevolg van de illegale goudwinning.
Antecume Pata · Élahé · Kayodé · Maripasoula · Nouveau Wakapou · Pilima · Talhuwen · Twenkë